# Оукдейл (Небраска)
Оукдейл (англ. Oakdale) — селище (англ. village) в США, в окрузі Антелоуп штату Небраска. Населення — 276 осіб (2020).

## Географія
Оукдейл розташований за координатами 42°4′12″ пн. ш. 97°58′2″ зх. д. / 42.07000° пн. ш. 97.96722° зх. д. (42.070084, -97.967159).  За даними Бюро перепису населення США в 2010 році селище мало площу 1,35 км², уся площа — суходіл.

### Клімат
| Клімат : Оукдейл      | Клімат : Оукдейл | Клімат : Оукдейл | Клімат : Оукдейл | Клімат : Оукдейл | Клімат : Оукдейл | Клімат : Оукдейл | Клімат : Оукдейл | Клімат : Оукдейл | Клімат : Оукдейл | Клімат : Оукдейл | Клімат : Оукдейл | Клімат : Оукдейл | Клімат : Оукдейл |
| Показник              | Січ.             | Лют.             | Бер.             | Квіт.            | Трав.            | Черв.            | Лип.             | Серп.            | Вер.             | Жовт.            | Лист.            | Груд.            | Рік              |
| Середній максимум, °C | −0,6             | 1,7              | 7,8              | 16,1             | 22,2             | 27,2             | 30,6             | 28,9             | 23,9             | 17,8             | 8,3              | 1,7              | 15,6             |
| Середній мінімум, °C  | −13,3            | −11,1            | −5               | 2,2              | 8,3              | 13,9             | 16,7             | 15,6             | 10,0             | 2,8              | −5               | −10,6            | 2,2              |
| Норма опадів, мм      | 13               | 18               | 36               | 66               | 94               | 107              | 79               | 79               | 64               | 43               | 23               | 18               | 643              |
| --------------------- | ---------------- | ---------------- | ---------------- | ---------------- | ---------------- | ---------------- | ---------------- | ---------------- | ---------------- | ---------------- | ---------------- | ---------------- | ---------------- |
| Джерело: Weatherbase  |                  |                  |                  |                  |                  |                  |                  |                  |                  |                  |                  |                  |                  |

## Демографія
Згідно з переписом 2010 року, у селищі мешкали 322 особи в 134 домогосподарствах у складі 91 родини. Густота населення становила 239 осіб/км².  Було 160 помешкань (119/км²).
Расовий склад населення:
| - 95,0 % — білих - 1,2 % — чорних або афроамериканців - 0,9 % — корінних американців - 1,9 % — осіб інших рас |

До двох чи більше рас належало 0,9 %. Частка іспаномовних становила 5,3 % від усіх жителів.
За віковим діапазоном населення розподілялося таким чином: 22,7 % — особи молодші 18 років, 58,0 % — особи у віці 18—64 років, 19,3 % — особи у віці 65 років та старші. Медіана віку мешканця становила 43,5 року. На 100 осіб жіночої статі у селищі припадало 96,3 чоловіків;  на 100 жінок у віці від 18 років та старших — 105,8 чоловіків також старших 18 років.
Середній дохід на одне домашнє господарство  становив 34 088 доларів США (медіана — 24 896), а середній дохід на одну сім'ю — 41 913 долари (медіана — 42 500). За межею бідності перебувало 19,0 % осіб, у тому числі 21,5 % дітей у віці до 18 років та 34,0 % осіб у віці 65 років та старших.
Цивільне працевлаштоване населення становило 124 особи. Основні галузі зайнятості: роздрібна торгівля — 29,0 %, виробництво — 14,5 %, будівництво — 14,5 %.